# Hříbek (pomůcka)

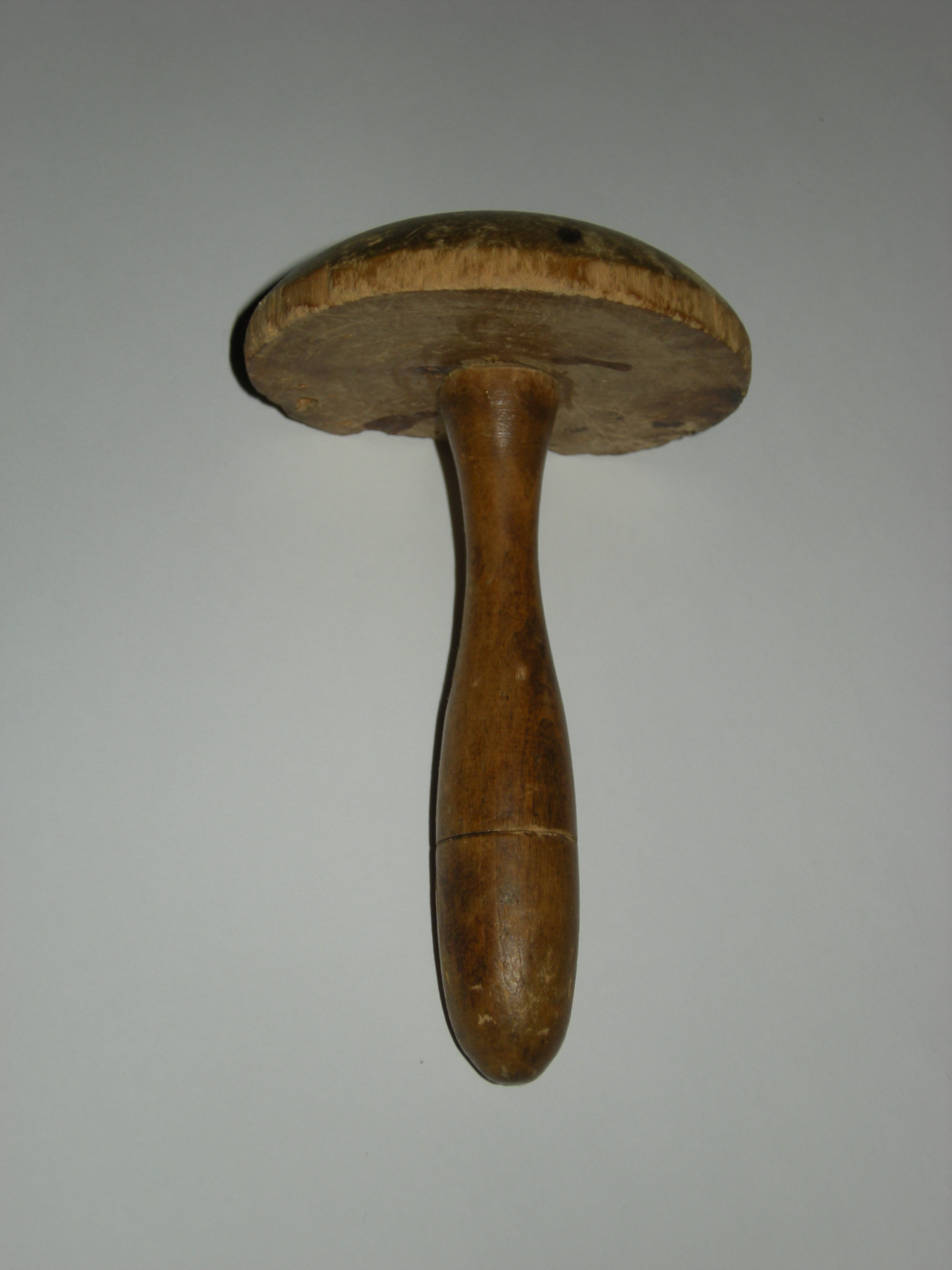
Starší hříbek na látání ponožek

Hříbek je pomůcka používaná při zašívání (látání, štupování) ponožek. Nejčastěji je vyrobena ze dřeva. Hříbek se vloží do spravované ponožky tak, aby se tkanina okolo spravované díry napnula na kloboučku. Klobouček tak slouží jako podklad látky a umožňuje zalátání ponožky.